# Geïntegreerde gewasbescherming
Geïntegreerde gewasbescherming of geïntegreerde bestrijding (Engels: integrated pest management (IPM)) is een holistische benadering van duurzame gewasbescherming die gericht is op het beheersen van ongewenste plantengroei (onkruid), ziekten, insecten en ander ongedierte door een combinatie van culturele, fysische, biologische en chemische methoden die kosteneffectief, milieuvriendelijk en sociaal aanvaardbaar zijn.
Vanaf 1 januari 2014 zijn de land- en tuinbouwers in de EU verplicht om de principes van Geïntegreerde bestrijding toe te passen volgens de Europese richtlijn 2009/128 betreffende een duurzaam gebruik van pesticiden. De officiële definitie in het kader van deze richtlijn luidt als volgt: 
Geïntegreerde gewasbescherming is de zorgvuldige afweging van alle beschikbare gewasbeschermingsmethoden, gevolgd door de integratie van passende maatregelen die de ontwikkeling van populaties van schadelijke organismen tegengaan, het gebruik van gewasbeschermingsmiddelen en andere vormen van interventie tot economisch en ecologisch verantwoorde niveaus beperkt houden en het risico voor de gezondheid van de mens en voor het milieu tot een minimum beperken. Bij de geïntegreerde gewasbescherming ligt de nadruk op de groei van gezonde gewassen, waarbij de landbouwecosystemen zo weinig mogelijk worden verstoord en natuurlijke plaagbestrijding wordt aangemoedigd.

## Geschiedenis
Vroeger werden niet gewenste plantengroei en plantenziekten zo veel mogelijk voorkomen door biologische teeltwijzen. In en vooral na de jaren veertig van de twintigste eeuw zijn chemische gewasbeschermingsmiddelen ontwikkeld. Vele hiervan waren erg betrouwbare middelen voor de land- en tuinbouw en zorgen voor een grotere opbrengst voor de land-, tuin- en bosbouwer. Gaandeweg werd duidelijk dat deze chemische middelen vaak schadelijk waren voor het milieu en dat er resistentie kon optreden, waardoor de effectiviteit van de middelen zou dalen. 
De term geïntegreerde gewasbescherming is in Nederland omstreeks 1980 ingevoerd om aan te geven dat de inzet van chemische gewasbeschermingsmiddelen sterk beperkt moest worden en waar mogelijk vervangen door andere vormen van bestrijding, maar niet per se geheel afgeschaft. De aanpak maakt deel uit van geïntegreerde landbouw, een landbouw die economische doelstellingen combineert met sociale doelstellingen en doelstellingen op het gebied van natuur, milieu en dierenwelzijn.

## Algemene beginselen geïntegreerde gewasbestrijding
Geïntegreerde gewasbestrijding omvat drie hoofdactiviteiten
- Preventie: Voorkomen dat een gewas aangetast of ziek kan worden of dat ongewenste organismen zich niet kunnen ontwikkelen door het gebruik van geschikte teelt- of cultuurtechnieken.
- Monitoring: De observatie van plagen in een gewas, evenals de aanwezigheid van nuttige (insecten)soorten die natuurlijke controlemechanismen kunnen bieden.
- Interventie: beheersmaatregelen toepassen waar ze noodzakelijk geacht worden.

#### Preventie
Om ziekten, plagen en onkruiden in het gewas zo veel mogelijk te voorkomen, moeten voorzorgsmaatregelen genomen worden. Denk hierbij aan 
- Perceelskeuze
- Rassenkeuze: gebruik van resistente/tolerante cultivars
- Goed uitgangsmateriaal: standaard/gecertificeerd zaai- en plantgoed
- Gebruik van adequate teelttechnieken (bijvoorbeeld vals-zaaibedtechniek, zaaitijd en –dichtheid, onderzaaien, conserverende bodembewerking, snoeien en direct inzaaien);
- Vruchtwisseling (teeltrotatie), zeer belangrijk om schadelijke populaties van onder andere aaltjes (nematoden) te voorkomen
- Tussenteelt: e.g. groenbedekkers, vanggewassen
- Gebruik van evenwichtige bemesting (o.a. kunstmest), kalkbemesting en irrigatie-/drainagepraktijken
- Bodemkwaliteit bewaken: op peil houden van het organische stofgehalte, het belang van goede bodemstructuur en bodembiologie
- Bedrijfshygiëne: o.a. ruimen van gewasresten of besmette planten en regelmatige reiniging van machines en apparatuur
- Stimuleren en beschermen van nuttige organismen en natuurlijke vijanden (e.g. (de larven van) lieveheersbeestjes voor bladluizen of sluipwespen voor rupsen)
- Afweersystemen (vogelverschrikkers, linten, imitatieroofvogels, geluidsystemen, lasers, wildnetten, geurmiddelen etc.)

#### Monitoring
Gedurende de teelt doet de landbouwer regelmatig waarnemingen op zijn perceel om de populaties van schadelijke organismen (en hun natuurlijke vijanden) na te gaan. De landbouwer kan zich hierin ook laten leiden door waarschuwingsdiensten, erkende praktijkcentra of bedrijfsvoorlichters. In Vlaanderen zijn er verschillende erkende waarschuwingsdiensten gespecialiseerd in ziekten en plagen voor welbepaalde teelt(groepen). Zij kunnen informeren over wetenschappelijk verantwoorde waarschuwings-, voorspellings- en vroegdiagnosesystemen. Methodes om schadeverwekkers te monitoren zijn onder andere veldobservaties, vangplaten en -bakken, lijmplaten, seks- of feromoonvallen, lichtbakken, sapvallen, bodemvallen, waardplanten als tussenplant of de Berlese-trechter.
Strenge en wetenschappelijk verantwoorde drempelwaarden zijn essentiële componenten bij de besluitvorming om tot doelgerichte bestrijding (biologisch, mechanisch, chemisch) over te gaan. Deze drempelwaarden zijn onder andere afhankelijk van het gewas, de regio, het plaagorganisme.
Het monitoren van ziekten en plagen is arbeidsintensief en foutgevoelig. Beeldverwerkende technieken zijn steeds beter in staat om de kleinste details waar te nemen met een steeds hogere snelheid, nauwkeurigheid, intelligentie en datacapaciteit tegen steeds lagere kosten. Toch staat het scouten van ziekten en plagen met behulp van beeldverwerking (sensortechnologie) nog in de kinderschoenen. 

#### Interventie (Bestrijding)
Centraal staat de gedachte pas in te grijpen als de schade zo groot dreigt te worden dat er financieel verlies wordt geleden.
Het gebruik duurzame biologische, mechanische en andere niet-chemische methoden verdienen de voorkeur boven chemische methoden als ze een voldoende effectieve bestrijding van plagen opleveren. Een rationeel, gericht gebruik van specifieke en selectieve chemische gewasbeschermingsmiddelen is pas de laatste stap in de hele ketting. 
De toegepaste pesticiden moeten:
- zo specifiek mogelijk zijn
- weinig persistent zijn
- de minste bijwerkingen hebben voor de menselijke gezondheid, niet-doelorganismen en het milieu.
- op het juiste tijdstip toegediend worden
- gericht, locatie-specifiek toegediend (alleen daar waar problemen).

De professionele gebruiker moet het gebruik van pesticiden en andere vormen van interventie beperken tot niveaus die nodig zijn, door:
- verminderde dosissen
- verminderde toepassingsfrequentie
- gedeeltelijke toepassingen

Zo daalt ook het risico op de ontwikkeling van resistentie bij populaties van schadelijke organismen. 
Belangrijk is dat het succes van de toegepaste gewasbeschermingsmaatregelen gecontroleerd wordt: is mijn doel bereikt (hiervoor is weer monitoring nodig). 
1. ↑  Europese richtlijn 2009/128